# Jakob Cedergren

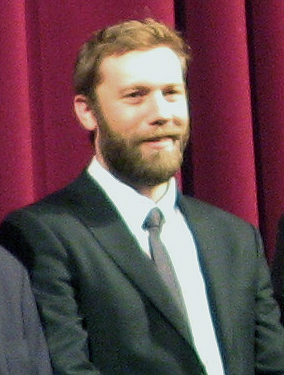
Jakob Cedergren auf der Berlinale 2009.

Jakob Cedergren (* 10. Januar 1973 in Lund) ist ein in Schweden geborener dänischer Schauspieler in Film, Fernsehen und Theater. Er spielte in mehreren Kinoproduktionen, unter anderem in Stealing Rembrandt – Klauen für Anfänger, Dark Horse, Rage, Timetrip – Der Fluch der Wikinger-Hexe oder Submarino.
Bekannt wurde er aber vor allem durch seine Rollen in den skandinavischen Fernsehserien Nordlicht – Mörder ohne Reue und Mord im Mittsommer.

## Leben und Karriere
Jakob Cedergren, 1973 in der schwedischen Stadt Lund geboren, wuchs in Kopenhagen auf. Seine Ausbildung erhielt er schließlich an der staatlichen Schauspielschule in Kopenhagen (Statens Teaterskole), wo er im Jahr 1997 auch seinen Studienabschluss machte.
Im Frühjahr 1998 erschien Cedergren in Geir Sveaass’ Inszenierung des Noël-Coward-Stücks Design for Living am Mungo-Park-Theater und trat wenige Monate später unter anderem gemeinsam mit Lars Mikkelsen und dem ebenfalls im Theater noch wenig erfahrenen Nikolaj Lie Kaas dem Ensemble des Königlichen Theaters bei. Im selben Jahr gab Cedergren mit einem kleinen Part in Christian Braad Thomsens Komödie Den blå munk (1998) sein Spielfilmdebüt.
Einem breiten dänischen Publikum wurde Cedergren ab dem Jahr 2000 durch die männliche Hauptrolle neben Lars Mikkelsen und Stine Stengade in Ole Christian Madsens aufwendigem Fernsehmehrteiler Edderkoppen bekannt. In der sechsteilige Krimiserie war er als junger Journalist zu sehen, der im Nachkriegsdänemark des Jahres 1949 der weitverbreiteten Schwarzarbeit nachspürt. Nach seinem erfolgreichen Ausflug ins Fernsehen widmete sich Cedergren in den kommenden Jahren weiterhin der Theaterarbeit. So erschien er als Jugendlicher ohne Zukunftsperspektive in Lars Noréns Rumaenere (Folketeatret, 2001), während er in der Original-Theaterversion von Thomas Vinterbergs Das Fest die Hauptrolle des Christian übernahm (Mammutteatret, 2002). 2001 führte er Regie bei Jesper Hyldegaards Stück Flugten, ein Gastspiel am Taastrup Teater.
Nach seinem Auftritt in der Komödie von Regisseur Anders Thomas Jensen Komödie Dänische Delikatessen - Darf's ein bisschen mehr sein? mit Nikolaj Lie Kaas und Mads Mikkelsen im Jahr 2003 spielte er im selben Jahr noch in Jannik Johansens Kriminalkomödie Stealing Rembrandt – Klauen für Anfänger seine erste Hauptrolle. Es folgten weitere Rollen in dem romantischen Drama Dark Horse von Dagur Kári 2005 und 2006 in Tomas Villum Jensens Komödie Das Genie und der Wahnsinn. 2009 sah man ihn in Sally Potters Drama Rage und kurz darauf in dem Abenteuerfilm Timetrip – Der Fluch der Wikinger-Hexe von Regisseur Mogens Hagedorn. 2010 verpflichtete ihn der Regisseur Thomas Vinterberg für sein Drama Submarino entstanden nach dem gleichnamigen Roman von dem dänischen Autor Jonas T. Bengtsson.
Seit dem Jahr 2000 hat Cedergren auch immer wieder unterschiedliche Charaktere in populären skandinavischen Fernsehserien und Fernsehminiserien gespielt. Darunter Rollen in Der Adler – Die Spur des Verbrechens, Kommissarin Lund – Das Verbrechen, Nordlicht – Mörder ohne Reue, wo er in 10 Episoden den Forensiker und Profiler Thomas Schaeffer verkörperte, darüber hinaus sah man ihn zwischen 2010 und 2013 als Kommissar Thomas Andreasson in der Krimiserie Mord im Mittsommer.
Jakob Cedergren wurde im Laufe seiner Schauspieler-Karriere mit verschiedenen Festival-Preisen und Nominierungen geehrt, unter anderem dem ältesten dänischen Filmpreis der Bodil oder dem Robert als Bester Hauptdarsteller in dem Drama Frygtelig lykkelig von Regisseur Henrik Ruben Genz.
Neben seiner Film- und Fernsehlaufbahn nahm Cedergren auch gelegentlich noch Bühnenangebote wahr, so sah man ihn 2004 zum Beispiel als Nick in dem Theaterstück Who's Afraid of Virginia Woolf?.

## Theaterrollen (Auswahl)

### Schauspieler
- 1998: Design for Living (Teater Mungo Park)
- 2000: Elton Johns Briller (Teater Mungo Park, Rolle: Dan)
- 2001: Rumaenere (Folketeatret)
- 2002: Episode (Mammutteatret)
- 2002: Festen (Mammutteatret, Rolle: Christian)
- 2003: At doe eller ikke at doe (Østre Gasværk Teater)

### Regie
- 2001: Flugten (Taastrup Teater)

## Filmografie (Auswahl)

### Kino
- 1998: Den blå munk
- 2003: Dänische Delikatessen – Darf’s ein bisschen mehr sein? (De grønne slagtere)
- 2003: Stealing Rembrandt – Klauen für Anfänger (Rembrandt)
- 2005: Dark Horse (Voksne mennesker)
- 2005: Bag det stille ydre
- 2005: Solopgang
- 2006: The Journals of Knud Rasmussen
- 2006: Forestillingen om et ukompliceret liv med en mand
- 2006: Das Genie und der Wahnsinn (Sprængfarlig bombe)
- 2007: Nåletræer
- 2008: Remix
- 2008: Gaven
- 2008: Frygtelig lykkelig
- 2008: Arn: Riket vid vägens slut
- 2009: Rage
- 2009: Timetrip – Der Fluch der Wikinger-Hexe (Vølvens forbandelse)
- 2010: Submarino
- 2013: Faro
- 2013: Sorg og glæde
- 2015: Antigang – Im Schatten des Verbrechens (Antigang)
- 2016: Fuglene over sundet
- 2016: Sadie – Dunkle Begierde (Sadie)
- 2017: Ljusningen
- 2018: The Guilty (Den skyldige)
- 2019: The Birdcatcher
- 2022: Ingen kender dagen

### Fernsehen
- 2000: Edderkoppen (Fernsehminiserie, 6 Episoden)
- 2002: Nikolaj og Julie (Fernsehserie, 3 Episoden)
- 2004: Der Adler – Die Spur des Verbrechens (Fernsehserie, 3 Episoden)
- 2007: Kommissarin Lund – Das Verbrechen (Fernsehserie, 2 Episoden)
- 2008: Sommer (Fernsehserie, 1 Episode)
- 2009: Harry & Charles (Fernsehserie, 3 Episoden)
- 2010: Arn (Fernsehminiserie, 2 Episoden)
- 2011: Nordlicht – Mörder ohne Reue (Fernsehserie, 10 Episoden)
- 2011: Nordlicht – Mörder ohne Reue: Die Schatten der Vergangenheit
- 2010–2018: Mord im Mittsommer (Fernsehserie, 19 Episoden)
- 2016: Ditte & Louise (Fernsehserie, 4 Episoden)
- 2021: Tod von Freunden (Fernsehserie)
- 2021: Das Seil (Miniserie, 3 Episoden)
- 2022: Made in Oslo (Fernsehserie, 8 Episoden)
- 2023: Tæt på sandheden (Fernsehserie, 1 Episode)
- 2023: Ikke et ord (Fernsehminiserie, 4 Episoden)
- 2024: Bullshit (Fernsehminiserie, 4 Episoden)
- 2024: FBI: International (Fernsehserie, 1 Episode)

### Kurzfilm
- 2003: Den nye mand
- 2004: Pandasyndromet
- 2005: Steppeulve
- 2005: Bare Holger
- 2005: Lille Lise
- 2006: Jeg somregel
- 2007: Immeasurable
- 2007: En dans på roser
- 2008: Ofringen

## Auszeichnungen
- 2009: Robert als Bester Hauptdarsteller in dem Film Frygtelig lykkelig
- 2009: Bodil als Bester Hauptdarsteller in dem Film Frygtelig lykkelig
- 2010: Nominierung für den Europäischen Filmpreis als Bester Hauptdarsteller in dem Film Submarino